# Gerhard Wagner (Jurist)
Gerhard Wagner (* 24. Februar 1962 in Kassel) ist ein deutscher Rechtswissenschaftler, Inhaber eines Lehrstuhls für Bürgerliches Recht, Wirtschaftsrecht und Ökonomik an der Humboldt-Universität zu Berlin und akademischer Leiter des LL.M.-Studiengangs "International Dispute Resolution".

## Werdegang
Wagner studierte 1982–1987 an den Universitäten Göttingen und München und absolvierte 1987 das Erste Staatsexamen. 1989 wurde Wagner durch die Georg-August-Universität Göttingen mit einer Arbeit über den Einfluss öffentlich-rechtlicher Genehmigungen auf die zivilrechtliche Rechtswidrigkeit zum Dr. iur. promoviert. Anschließend war er im Referendardienst u. a. am Oberlandesgericht Celle tätig und legte 1992 das Zweite Staatsexamen ab. Danach war Wagner als Akademischer Rat und wissenschaftlicher Assistent an der Universität Göttingen tätig. 1994 und 1995 forschte Wagner an der University of Chicago Law School, wo er 1995 den Master of Laws (LL.M.) erwarb. 1997 folgte die Habilitation an der Universität Göttingen bei Uwe Diederichsen und Wolfram Henkel mit einer Untersuchung über Prozessverträge. Von 1999 bis 2013 war Wagner Professor für deutsches und europäisches Privat- und Prozessrecht, Internationales Privatrecht und Rechtsvergleichung an der Rechts- und Staatswissenschaftlichen Fakultät der Universität Bonn. 2008 lehnte Wagner Rufe an die Universitäten Freiburg, München und Zürich ab, nachdem Kollegen und Studenten ihn mit einem Fackelzug zum Bleiben aufgefordert hatten. Zum Sommersemester 2013 nahm er einen Ruf an die Juristische Fakultät der Berliner Humboldt-Universität an. Einem Ruf an das Hamburger Max-Planck-Institut für ausländisches und internationales Privatrecht im Jahr 2017 folgte er nicht.
Wagner war 2003 Visiting Fellow am Institute of Global Law des University College London, 2006–2008 Dekan und Prodekan der Rechts- und Staatswissenschaftlichen Fakultät der Universität Bonn und 2010–2011 Visiting Professor of Law an der University of Chicago Law School. Von 2009 bis 2014 hatte er den Erasmus Chair of Fundamentals of Private Law an der Erasmus-Universität Rotterdam inne. 2013 erhielt er den Preis der Berlin-Brandenburgischen Akademie der Wissenschaften.

## Mitgliedschaften und Forschungsschwerpunkte
Wagner war von 2015 bis 2019 Vorsitzender der Zivilrechtslehrervereinigung und von 2012 bis 2021 Mitglied des Vorstandes der Deutschen Institution für Schiedsgerichtsbarkeit. Er ist Mitglied der Académie Internationale de Droit Comparé, der Ständigen Deputation des Deutschen Juristentags sowie korrespondierendes Mitglied der Nordrhein-Westfälischen Akademie der Wissenschaften und der Künste und seit 2022 Mitglied der Berlin-Brandenburgischen Akademie der Wissenschaften. Er ist Mitherausgeber des Archivs für die civilistische Praxis und der Zeitschrift für Europäisches Privatrecht.
Seine Forschungsschwerpunkte sind das deutsche und europäische Privatrecht, insbesondere Vertrags- und Deliktsrecht, Schiedsverfahrensrecht, Mediation und alternative Streitbeilegung sowie die ökonomische Analyse des Rechts.

## Ausgewählte Schriften
- Law by Algorithm, Tübingen 2021 (zusammen mit Horst Eidenmüller)
- Münchener Kommentar zum BGB (hrsgg. von Säcker, Oetker, Limperg), zuletzt 8. Aufl. 2020, Kommentierung des Behandlungsvertragsrechts, des Deliktsrechts und des Produkthaftungsrechts
- Deliktsrecht, 14. Aufl., München 2016
- Klimahaftung vor Gericht, München 2020
- Introduction to German Law (zusammen mit Joachim Zekoll), 3. Aufl., Alphen man den Rijn 2018
- Rechtsstandort Deutschland im Wettbewerb – Impulse für Justiz und Schiedsgerichtsbarkeit, München 2017
- Mediationsrecht (zusammen mit Horst Eidenmüller), Köln 2015
- Prozessverträge – Privatautonomie im Verfahrensrecht, Tübingen 1998